# Maria Haiduc
Maria Haiduc (n. 29 septembrie 1939, Oradea, România), este o interpretă de folclor din Bihor, Crișana.
Este prima interpretă care a adus folclorul din Bihor pe marile scene ale țării. Debutul său a avut loc în anul 1955 și continuă să ne încânte și în prezent.
A cântat alături de nume mari ale folclorului românesc, atât în turnee, cât și la spectacolele în care a fost invitată.
A devenit „brand bihorean”, pentru că Federația Patronilor Bihor i-a oferit, în prima Gală a Brandurilor Bihorene, o frumoasă plachetă „Premiu de excelență”, la 14 decembrie 2011.

## Discografie
Discografia Mariei Haiduc

### Discuri vinil editate deElectrecord
- 1969 - "Bădișor,mustață neagră"
- 1975 - "Mărita-m-aș Mărita"
- 1976 - "M-o Făcut Măicuța Mea"
- 1979 - "Mândru Îi Cerul Cu Stele"
- 1983 - "Drag Mi-i Danțul,Bată-l Focul" [5]